# Pazzi in Alabama
(Tagline del film)
Pazzi in Alabama (Crazy in Alabama) è un film del 1999 diretto da  Antonio Banderas, debutto alla regia dell'attore, tratto dal romanzo Estate di follia di Mark Childress.

## Trama
Nel 1965 un ragazzino è testimone dei cambiamenti e delle tensioni razziali della piccola cittadina dell'Alabama in cui vive. Una donna gli cambierà la vita insegnandogli cosa significhi essere liberi: sua zia Lucille, madre di sei figli, che scappa dopo aver ucciso e decapitato il marito violento e manesco. Lucille andrà a Hollywood, portando con sé la testa del marito in una cappelliera e il sogno di diventare una star del cinema.

## Produzione
Il film stava per essere realizzato da Danny DeVito, e Sharon Stone era interessata ad interpretare il ruolo di Lucille. È stata la tenacia di Melanie Griffith a far sì che il progetto finisse in mano a suo marito Antonio Banderas.
Due dei sei figli di Lucille sono interpretati dai veri figli della Griffith, Dakota Johnson e Stella Banderas.

## Riconoscimenti
- 1999 - European Film Awards
  - Miglior europeo in un film non europeo (Antonio Banderas)